# Tønder Amt

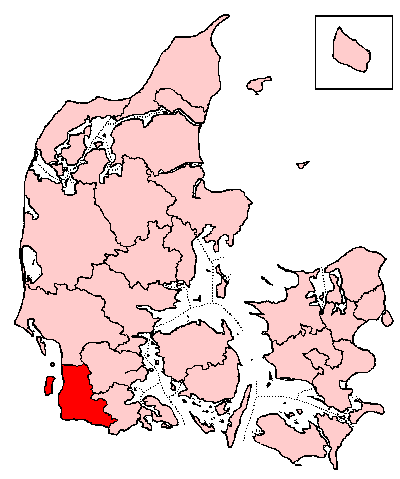
Lage von Tønder Amt in Dänemark 1920–1970

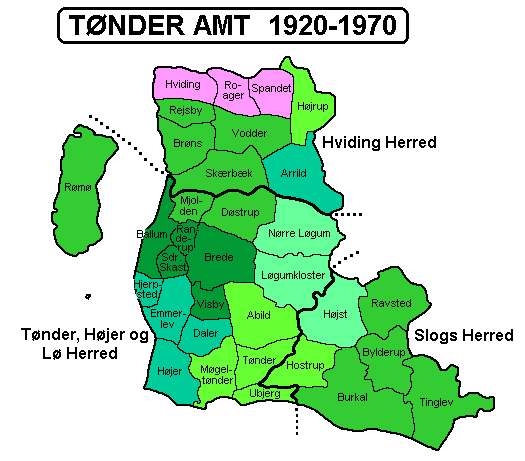
Tønder Amt 1920–70. Mit Grüntönen sind die Gebiete der späteren Kommunen markiert, die 1970 entstanden und zum neugebildeten Sønderjyllands Amt gehörten; Magenta kennzeichnet diejenigen Kirchspiele, welche dem Ribe Amt zugeschlagen wurden.

Das nach der Stadt Tønder (deutsch Tondern) benannte Tønder Amt war bis zur dänischen Kommunalreform zum 1. April 1970 eines der damaligen Ämter in Dänemark.
Tønder Amt bestand aus drei Harden (dänisch Herred):
- Hviding
- Slogs
- Tønder, Højer og Lø

## Geschichte
Das Amt entstand im 13./14. Jahrhundert als Verwaltungsbezirk des Burglehens Tondern im Herzogtum Schleswig. Bis dahin hatte der Nordosten des Amtes mit der Hoyer-, Schlux- und Karrharde zur früheren Verwaltungseinheit des Ellumsyssel gehört, während der Südwesten mit der Böking- und Wiedingharde und den Landschaften Sylt und Osterland Föhr Teil der nordfriesischen Uthlande gewesen waren. Nur Tønder war bereits im Mittelalter Stadt und unbestrittenes Zentrum des Amtes, obwohl es selbst formell nicht zu diesem gehörte. Das Schloss als Sitz der Amtsverwaltung befand sich dann auch vor der Stadt.
Im Zuge der Landesteilungen Schleswigs und Holsteins kam das Amt Tondern 1544 zunächst zu Hans dem Älteren und gehörte von 1581 bis 1713 zum Herzogtum Schleswig-Holstein-Gottorf. Danach war es bis 1864/67 königliches Amt im Herzogtum. 1864 wurden dem Amt die bisherigen Enklaven des Königreichs Dänemark mit Amrum, Westerland Föhr, List, dem Birk Ballum, der Loharde mit Troiburg und dem Birk Møgeltønder einverleibt. Als Amt war es sowohl für die Rechtsprechung als auch für die Verwaltung zuständig. Übergeordnet war das Obergericht Gottorfbzw. ab 184 die Schleswig-Holsteinische Regierung auf Schloß Gottorf.
1867 kamen die Herzogtümer Schleswig und Holstein als Provinz Schleswig-Holstein zu Preußen. Das Gebiet des Amtes kam verwaltungsmäßig zum Kreis Tondern, ebenso wie die Insel Rømø, deren Südteil bis dahin zum Birk Ballum und deren Nordteil zum Haderslev Amt gehört hatte. Auch das Løgumkloster Amt, das bereits seit 1850 denselben Amtmann wie das Tønder Amt hatte, wurde dem Kreis Tondern angegliedert. Die Gerichtsfunktion übernahm das Amtsgericht Tondern.
1920 wurden die nördlichen Gebiete des Kreises einschließlich der Kreisstadt in Folge der im Versailler Vertrag vorgesehenen Volksabstimmung in Schleswig an Dänemark abgetreten. Da in der nördlichen 1. Zone, welche das ganze heutige Nordschleswig umfasste, als Gesamtheit abgestimmt wurde, stand die künftige Staatsgrenze praktisch schon vor der Abstimmung am 10. Februar 1920 fest. So kamen grenznahe Gemeinden mit deutlichen deutschen Mehrheiten wie die Stadt Tønder, der Flecken Højer oder auch Ubjerg und Tinglev ebenso an Dänemark wie zahlreiche Gemeinden mit fast ausgeglichenen Ergebnissen. Südlich dieser Grenze wurde am 14. März 1920 gemeindeweise abgestimmt. Dänische Mehrheiten gab es nur in den Föhrer Landgemeinden Utersum, Hedehusum und Witsum, die jedoch ebenso wie das Umland bei Deutschland verblieben.
Die bei Deutschland verbleibenden Gebiete bildeten weiterhin einen Kreis, der sich in Kreis Süd Tondern (später Südtondern) umbenannte. Kreisstadt wurde die Landgemeinde Niebüll, die erst 1960 den Titel „Stadt“ erhielt. Durch die Gebietsreform von 1970 wurde der Kreis Südtondern ohne das Amt Medelby (kam zum Kreis Flensburg-Land) mit den Kreisen Eiderstedt und Husum zum Kreis Nordfriesland vereinigt.
Der Nordteil des Kreises Tondern blieb als Tønder Amt bestehen und erhielt vom Kreis Hadersleben die Kirchspiele der Hviding Herred (dt. Hvidingharde). 1970 ging das Amt im Sønderjyllands Amt auf. Die 2007 gebildete Tønder Kommune umfasst ein ähnlich großes Gebiet, wenn auch mit einigen markanten Grenzänderungen.

### Kommunalreform 1970
Mit der Kommunalreform 1970 wurde Tonder Amt zwischen dem neuen Ribe Amt und dem neuen Sønderjyllands Amt aufgeteilt.
Drei Kirchspiele im Norden wurden der Ribe Kommune im neuen Ribe Amt zugeschlagen:
- Hviding
- Roager
- Spandet

Aus dem weit überwiegenden Rest des Amtes wurden folgende Kommunen im Sønderjyllands Amt gebildet:
- Bredebro aus den Sogner (deutsch Kirchspielen)
  - Brede Sogn
  - Randerup Sogn
  - Sønder Skast Sogn
  - Ballum Sogn
  - Visby Sogn
- Gram aus dem Sogn
  - Højrup Sogn sowie den Sogner
  - Fole Sogn
  - Gram Sogn aus der Harde Frøs Herred, Haderslev Amt
- Højer aus den Sogner
  - Højer Sogn
  - Emmerlev Sogn
  - Daler Sogn
  - Hjerpsted Sogn
- Løgumkloster aus den Sogner
  - Løgumkloster Sogn
  - Højst Sogn
  - Nørre Løgum
  - Bedsted Sogn (Sønder Rangstrup Herred, Åbenrå Amt)
- Nørre-Ragnstrup aus dem Sogn
  - Arrild Sogn sowie den Sogner
  - Agerskov Sogn
  - Bevtoft Sogn
  - Branderup Sogn
  - Tirslund Sogn
  - Toftlund Sogn aus der Harde Nørre Rangstrup Herred, Haderslev Amt
- Skærbæk aus den Sogner
  - Brøns Sogn
  - Døstrup Sogn
  - Mjolden Sogn
  - Rejsby Sogn
  - Rømø Sogn
  - Skærbæk Sogn
  - Vodder Sogn
- Tønder aus den Sogner
  - Abild Sogn
  - Hostrup Sogn
  - Møgeltønder Sogn
  - Tønder Sogn
  - Ubjerg Sogn
- Tinglev aus den Sogner
  - Bylderup Sogn
  - Burkal Sogn
  - Ravsted Sogn
  - Tinglev Sogn sowie den Sogner
  - Bjolderup Sogn
  - Uge Sogn aus der Harde Rise Herred, Åbenrå Amt

### Amtmänner
- 1713–1730: Johann Georg von Holstein
- 1730–1767: Frederik Vilhelm von Holstein
- 1771–1772: Jürgen Erich Scheel
- 1793–1815: Ernst Albrecht von Bertouch
- 1850–1860: Arthur von Reventlow